# Umsisjön
Umsisjön är en sjö i Mora kommun i Dalarna och ingår i Dalälvens huvudavrinningsområde. Sjön har en area på 0,208 kvadratkilometer och ligger 317,8 meter över havet.

## Delavrinningsområde
Umsisjön ingår i det delavrinningsområde (674225-143089) som SMHI kallar för Inloppet i Norra Fjärden. Medelhöjden är 346 meter över havet och ytan är 11,61 kvadratkilometer. Räknas de 5 avrinningsområdena uppströms in blir den ackumulerade arean 46,51 kvadratkilometer. Mångån (Oloksån) som avvattnar avrinningsområdet har biflödesordning 2, vilket innebär att vattnet flödar genom totalt 2 vattendrag innan det når havet efter 316 kilometer. Avrinningsområdet består mestadels av skog (83 procent). Avrinningsområdet har 1,18 kvadratkilometer vattenytor vilket ger det en sjöprocent på 10,1 procent.